# Alexander Smyth
Alexander Smyth (né en 1765 et mort le 17 avril 1830) est un général et homme politique américain. 

## Biographie
Alexander Smyth est né en Irlande en 1765. Sa famille émigre en Virginie en 1775 quand il a 10 ans et s'installe dans le comté de Botetourt. Il étudie le droit avant d'être admis au barreau et commence à pratiquer à Abingdon. Il déménage ensuite dans le comté de Wythe et devient membre de la Chambre des délégués de Virginie en 1792, 1796, 1801, 1802 et de 1804 à 1808. Il sert au Sénat de Virginie en 1808 et 1809.
Il sert dans la United States Army de 1808 à 1813. Il devient colonel en 1808. Peu après le début de la guerre anglo-américaine de 1812, il est nommé brigadier-général le 6 juillet 1812. Lors de la bataille de Queenston Heights, il refuse de soutenir son commandant, le général Stephen Van Rensselaer, un commandant de la milice sans expérience. Après la disgrâce de Van Rensselaer, Smyth reçoit le commandement et se montre lui-même également inepte. Son plan pour envahir le Canada débute avec la bataille de Frenchman's Creek mais est abandonné à cause de problèmes liés à un manque d'organisation.
Après la guerre, Smyth reprend la pratique du droit et redevient membre de la Chambre des délégués de Virginie en 1816, 1817, 1826 et 1827.
Il meurt le 17 avril 1830 à Washington, D.C. et est enterré au cimetière du Congrès. 

## Hommages
Le comté de Smyth en Virginie est nommé d'après lui.